# 科威特解放戰役
科威特解放戰役是海灣戰爭聯盟在1991年2月24至28日間對伊拉克的主要地面攻勢，為海灣戰爭的主要階段。該聯盟由42個國家組成，共有65萬軍。在攻勢開始後，伊拉克軍隊的5萬軍力出現大規模投降，聯盟在數日内已控制科威特全地。此後，聯盟軍進入伊拉克本土，並為大部分爭戰的所在地。海灣戰爭在此攻勢不久後告終。

## 背景

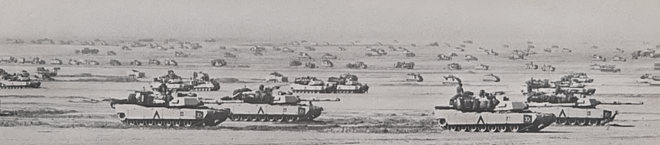
第3裝甲師的坦克隊伍準備出戰

在攻勢以前，一支由40艘兩棲突擊艦組成的隊伍已停泊在科威特與沙地阿拉伯的岸邊。這是自從仁川戰役以來最大的海上隊伍。在攻勢前數日，該隊伍不斷假裝從岸邊入侵，希望伊拉克軍隊誤以為是真正的攻勢。反而，真正的攻勢將在科威特的南部邊界進入。

## 攻勢

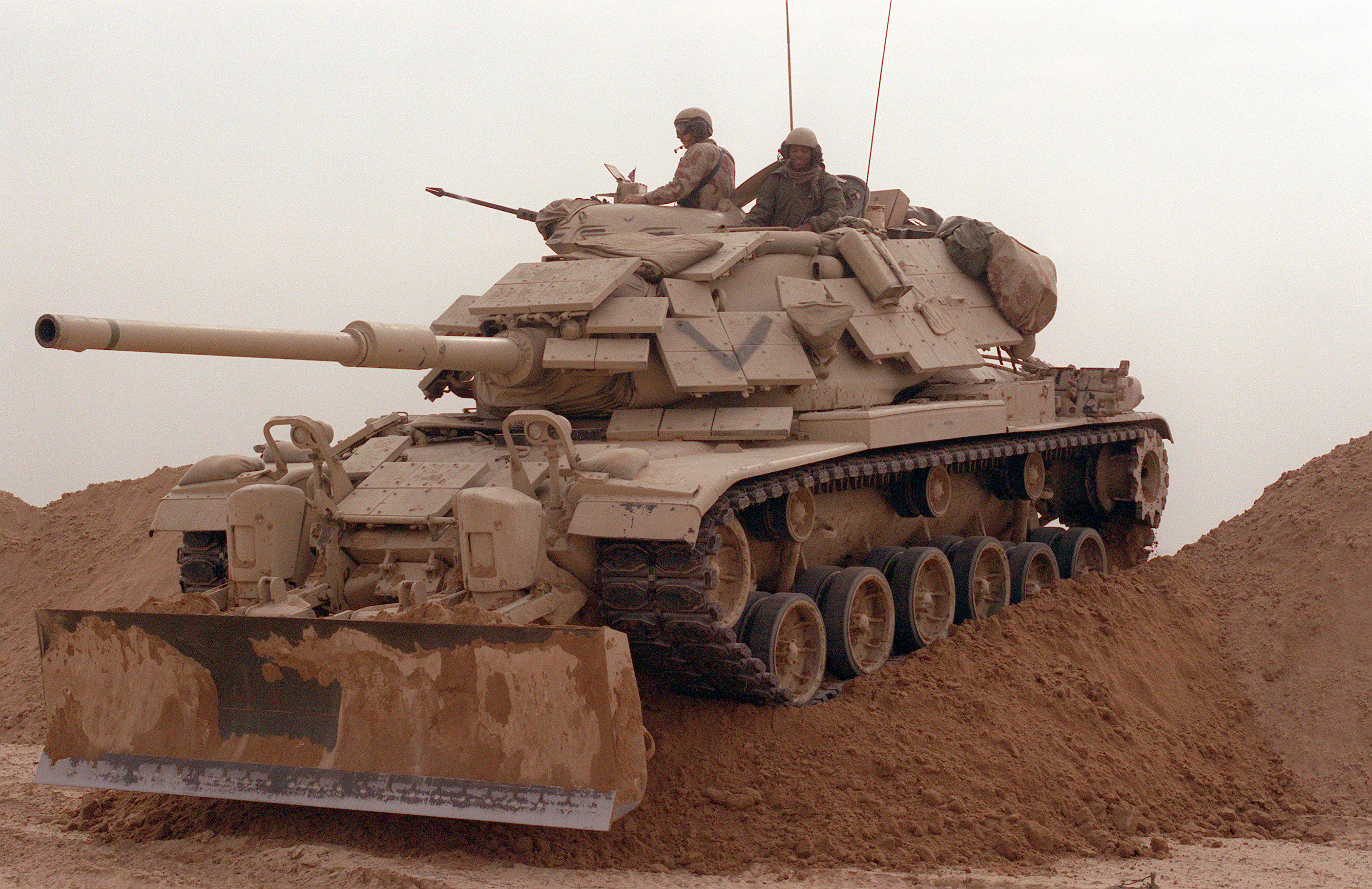
1991年2月24日，一架美軍M60巴頓坦克衝過伊拉克軍隊在科威特的防綫

1991年2月24日早上4點多，美軍的第一和第二海軍陸戰隊進入科威特。該隊伍衝過伊拉克軍隊設立的鐵絲網、地雷、和戰壕等，向科威特城進發。聯盟軍在此時並沒太大阻力，因敵軍大多已投降。在多數情況，聯盟軍在抵達時會有短暫的戰鬥，而伊拉克的軍隊在不久後就會決定投降。

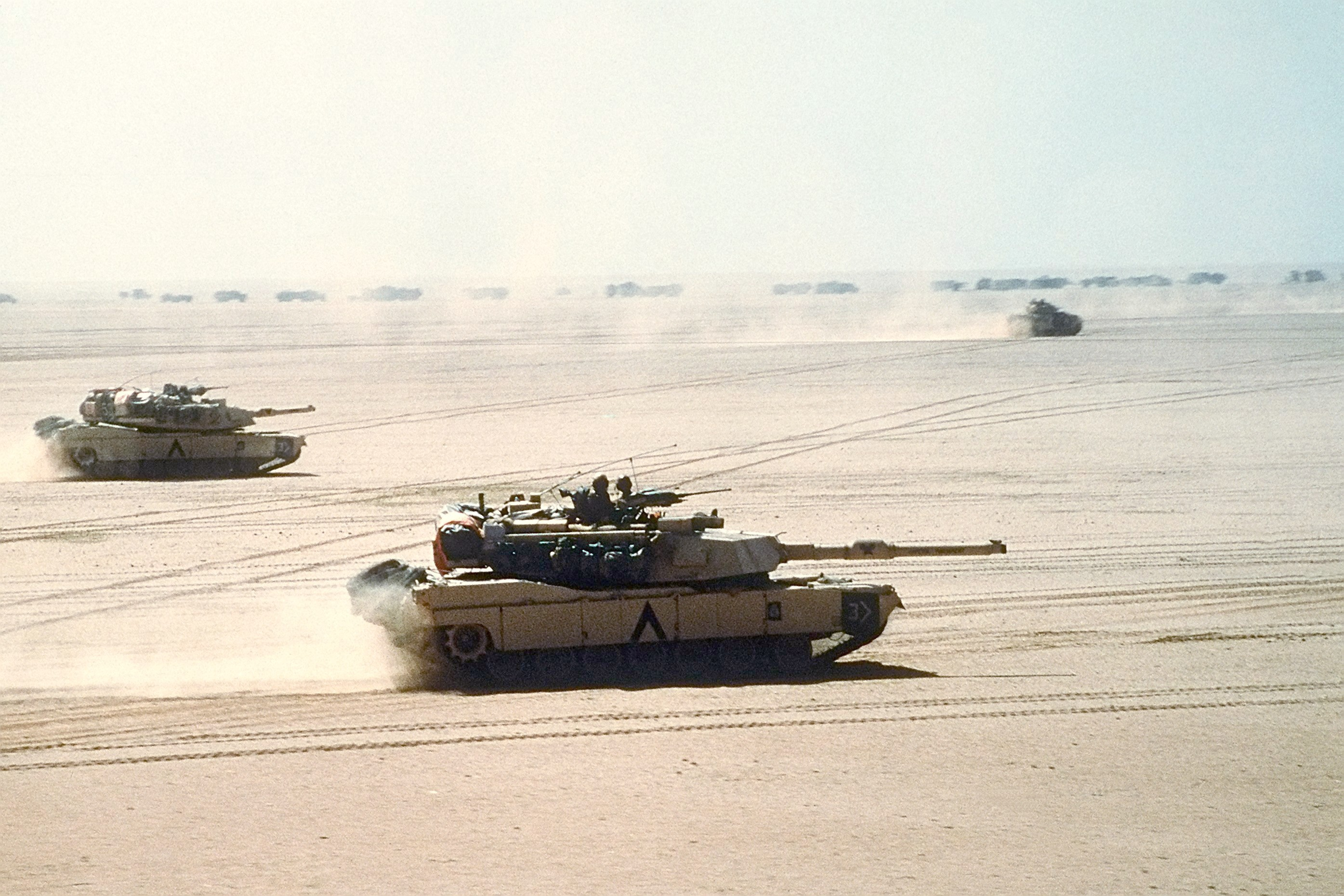
參與海灣戰爭戰鬥的M1艾布蘭主力戰車

2月27日，伊拉克領袖薩達姆·侯賽因見著情勢不景，向軍隊發出了撤退指令。不過，在看守科威特國際機場的隊伍似乎沒有收到信息，在聯盟軍抵達時發生了激烈的戰鬥。在伊拉克軍隊撤退同時，政府使用焦土政策，發動科威特油田大火。在機場戰勝後，聯盟進入了科威特城，該階段的戰鬥結束。

## 結果

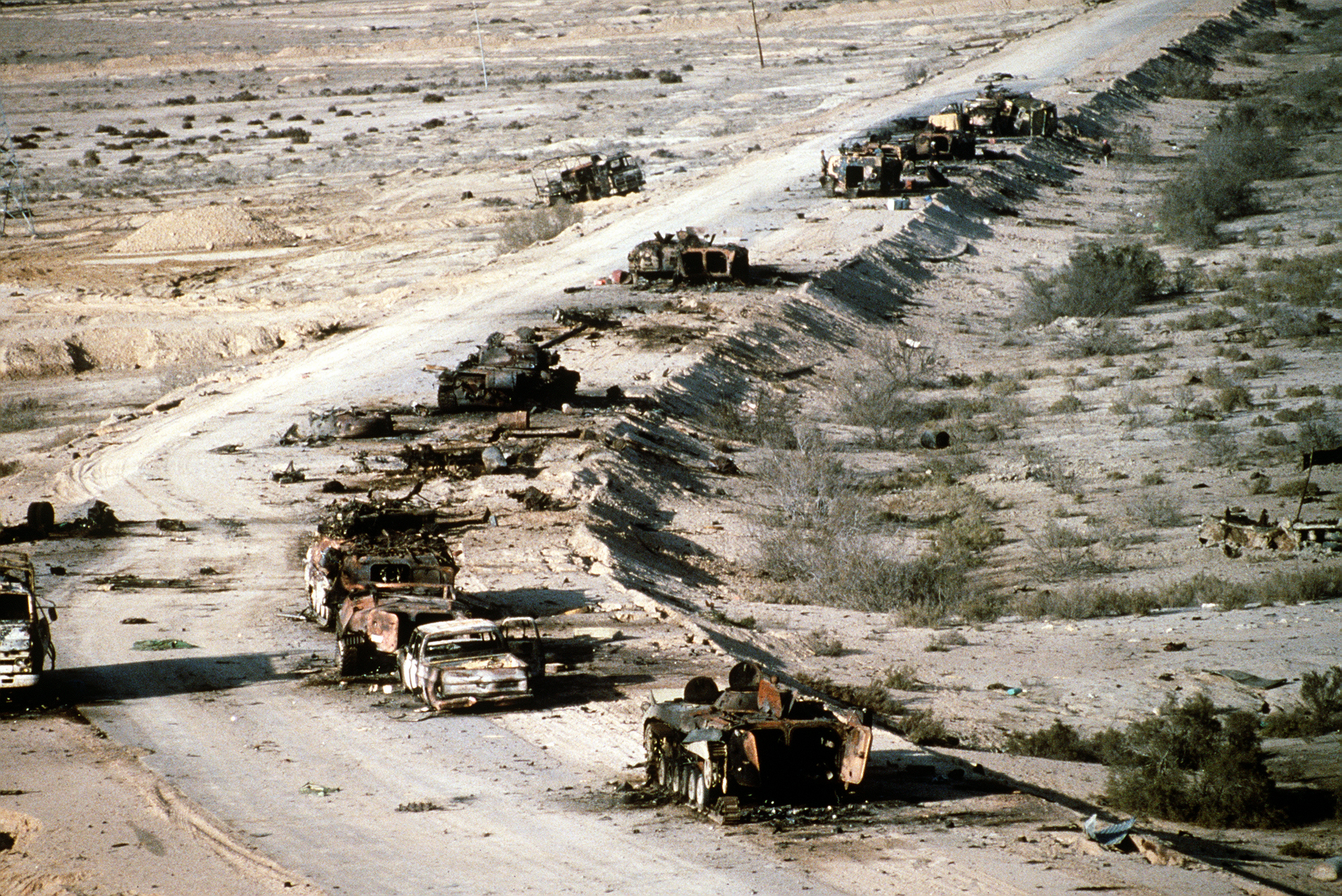
1991年3月，伊拉克軍隊在科威特被毀的軍車，包括T-72、BMP-1與63式的裝甲輸送車

在4天的戰鬥後，所有伊拉克的士兵已經離開了科威特。聯盟軍的死傷有大概1,100人，而伊拉克軍隊的死傷估計則由3萬至15萬不等。此外，伊拉克亦失去了數千輛軍車，該軍隊的T-72攻打對著英軍的挑戰者1號與美軍的M1艾布蘭，完全是以卵投石。

## 外部鏈接
- Liberation of Kuwait (Video)
- Bibliography of the Desert Shield and Desert Storm compiled by the United States Army Center of Military History